# Lago Luch
El lago Luch (en alemán: Luchsee) es un lago situado al sur de la ciudad de Berlín, en el distrito rural de Dahme-Bosque del Spree, en el estado de Brandeburgo (Alemania), a una elevación de 7.2 metros; tiene un área de 52.7 hectáreas.
Se encuentra junto a las colinas Krausnick.